# 김충현 (축구 선수)
김충현(한국 한자: 金忠現, 1997년 1월 3일 ~ )은 대한민국의 축구 선수이며, 포지션은 미드필더이다.